# Caracas tunnelbana
Caracas tunnelbana (spanska: Metro de Caracas) är tunnelbanesystemet i Venezuelas huvudstad Caracas. Tunnelbanan byggdes och drivs av Compañía Anónima Metro de Caracas, ett regeringsägt bolag som grundades 1977 av José González-Lander. Byggandet av den första linjen började 1983 och idag (2015) finns det 4 linjer med 47 stationer på 63,5 km spår. Var dag åker 2 miljoner människor i Caracas tunnelbana.  